# Ruth Norman
Ruth Norman (nascida Ruth Nields; Indianápolis, 18 de agosto de 1900 - 12 de julho de 1993), também conhecida como Uriel, foi uma líder religiosa norte-americana que co-fundou a Academia de Ciências Unarius, sediada no Sul da Califórnia. Mudou-se ainda criança para a Califórnia, passou poucos anos na escola e trabalhou desde cedo em várias atividades. Na década de 1940, ela desenvolveu interesse em fenômenos parapsicológicos e em regressão de vidas passadas. Nestes estudos, conheceu Ernest Norman, que se dizia um psíquico, em 1954. Ele se envolveu em canalização, vidas passadas, regressão e tentativas de comunicação com extraterrestres. Ela se casou com Ernest, seu quarto marido, em meados dos anos 1950. Juntos, eles publicaram vários livros sobre suas revelações e fundaram a Unarius, uma organização que mais tarde se tornou conhecida como a Academia de Ciências Unarius, para popularizar seus ensinamentos. O casal discutiu inúmeros detalhes sobre suas vidas passadas e visitas espirituais a outros planetas, formando uma mitologia em torno dessas experiências.